# Осада Силистрии (июнь 1773)
Осада Силистрии в июне 1773 года — военная операция русской армии в ходе русско-турецкой войны 1768—1774 годов против турецких войск, оборонявшихся в крепости Силистрия.

## Предыстория
В кампанию 1773 года основной театр боевых действий переместился на Дунай. Численность армии Румянцева была доведена до 50 тыс. чел. Имея предписание вести активные боевые действия, Румянцев в начале кампании произвёл несколько разведывательных вылазок.
10 мая 1773 года русские войска под командованием Суворова скрытно переправились через Дунай и захватили крепость Туртукай. Одновременно с Суворовым через Дунай переправился и корпус Вейсмана. 27 мая у Карасу этот корпус разгромил 12-тысячный турецкий отряд.
В июне 1773 года переправились через Дунай и направились к Силистрии основные силы армии Румянцева.

## Осада

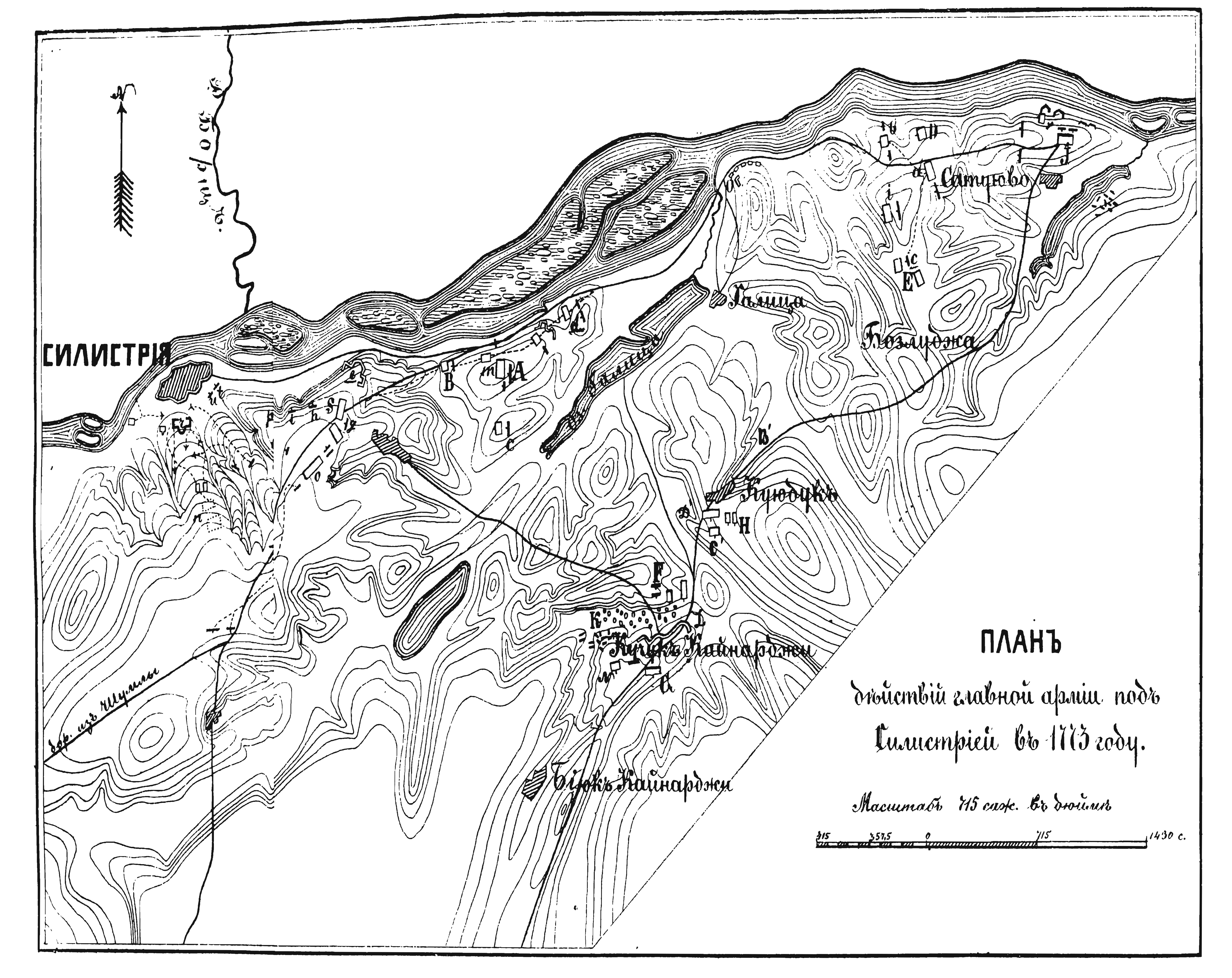
Схема боевых действий русской и турецкой армии у города Силистрия в июне 1773 года. Турецкий редут - место сражения 18 июня - на схеме помечен буквой r.

12 июня при подходе к городу российская армия нанесла поражения войску Османа-паши и захватила турецкий лагерь. 15 июня генерал Ступишин направил командиру крепости Сераскиру-паше требование о сдаче, на которое он на следующий день ответил отказом. Получивший от Румянцева предложение сдаться турецкий комендант ответил, что «русские не получат ни одного камня и ни одного гвоздя в Силистрии».
18 июня русская армия, насчитывающая 20 тысяч личного состава, осадила крепость Силистрию с гарнизоном до 30 тыс. чел. Редут был обстрелян корпусами Потёмкина и Вейсмана; затем он был атакован несколькими колоннами русской армии (в сражении погиб командующий одной из колонн, полковник Лукин). После шестичасового боя редут был занят отрядом под командованием полковника Ф.Н. Клички и подполковника Циглера.

## Бой у Кайнараджи
На выручку турецкому гарнизону к Силистрии выдвинулась 30 тысячная турецкая армия под командованием Нуман-паши. Против приближающихся турецких войск Румянцев отправил 5-тысячный корпус барона Отто Вейсмана, который 22 июня разбил турок у Кайнараджи, но сам генерал Вейсман погиб во время битвы.

## Снятие осады
Несмотря на успех, Румянцев, оценив численность турецкого гарнизона и крепостные укрепления, принял решение отвести войска обратно за Дунай. 30 июня русские войска вернулись на левый берег.